# Чамалалы
Чамали́нцы или чамала́лы (чамал. чIамалали) — один из коренных народов Западного Дагестана. Народ андийской подветви, малочисленный народ Дагестана.
Верующие — мусульмане-сунниты шафиитского мазхаба.

## Расселение

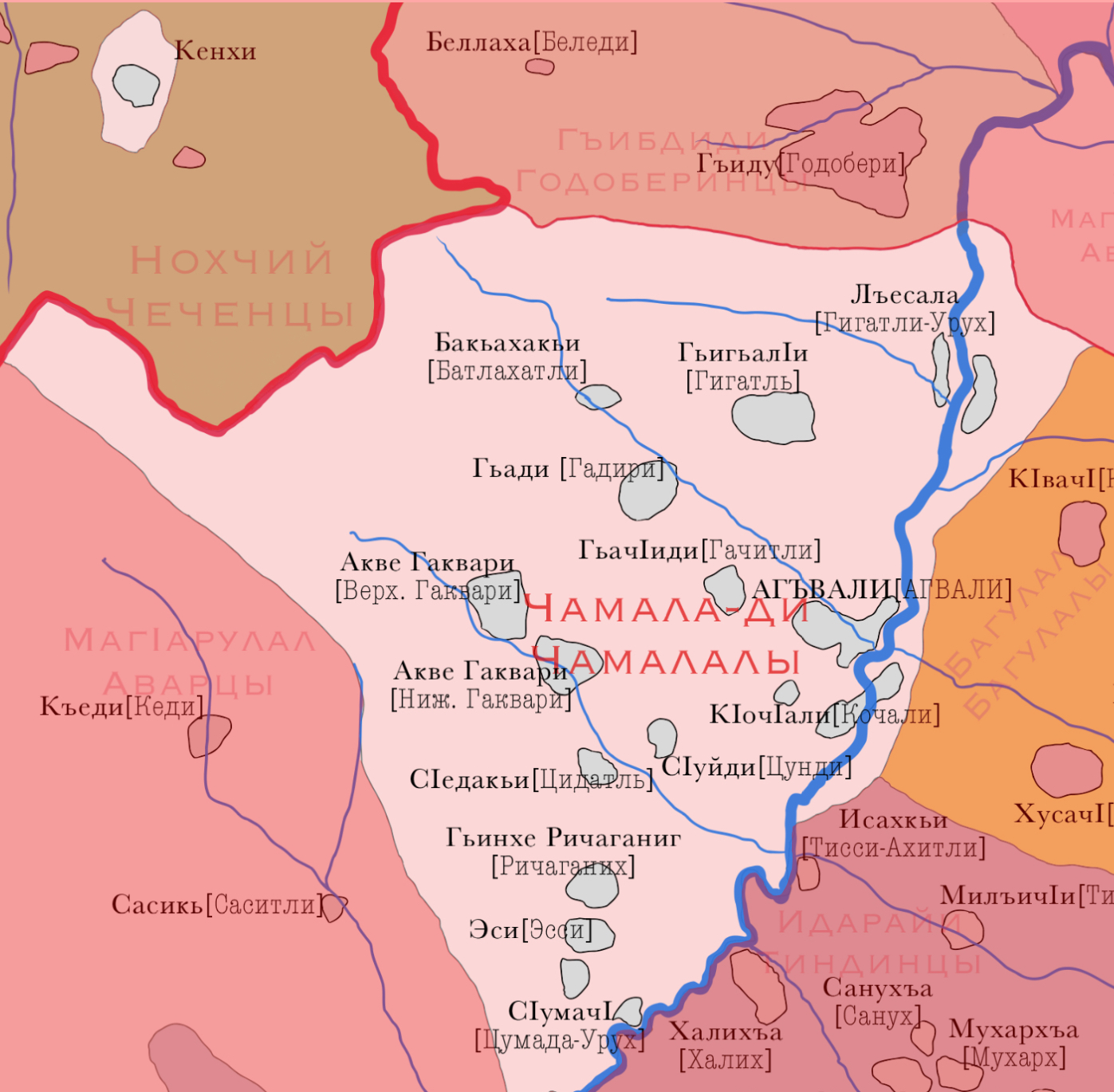
Чамалалские села в горной зоне. Названия приведены на чамалалском языке.

Компактно проживают в Дагестане (Цумадинский район: селения Цумада, Верхнее и Нижнее Гаквари, Гигатли, Гадири, Агвали, Ричаганих, Эгдада, Гачитли, Гигатли-Урух, Батлахатли, Цунди, Кочали, Гигих, Ургуда, Цидатль, Аркаскент и Цумада-Урух, и в селе Цветковка Кизлярского района, также в селе Шава Бабаюртовсого района. Много чамалинцев встречаются в других селах Бабаюртовского, Кизилюртовского, Хасавюртовского и Кизлярского районов и в Чечне — в селе Кенхи и частично в станице Бороздиновская. Проживают также в городах Дагестана и за его пределами. 

## История
Исторически чамалалы имели много общего с народами Западного Дагестана. В XVI веке 16 чамалинских сёл образовали отдельную политическую единицу — «свободное общество», которая была сосредоточена на управление политической и экономической жизни чамалалов. В 1930-х годах чамалалы включены в состав аварцев.
По материалам посемейной переписи населения Дагестана 1886 года чамалалов насчитывалось 3889 человек, составляя 0,66 % населения региона. Они, компактно, проживали в 9 аулах Ункратль-Чамалальского наибства: Гадири, Гачитль, Гакуари, Ашали, Гигатли, Конха (ныне территория Чечни), Рычаганих, Цумада. По переписи 1926 года в СССР проживало 3438 чамалалов. В последующих переписях населения СССР чамалалы не выделялись как этническая группа, а включались в состав аварцев. По приблизительным сведениям учёных, изучавших чамалалов, в 1958 году их насчитывалось 5 тыс., а на 1967 год — 4 тыс. человек. По переписи 2002 года в России проживало 12 чамалалов, которые были включены как этническая группа в составе аварцев. Перепись 2010 года зафиксировала в стране 24 чамалала.

## Язык

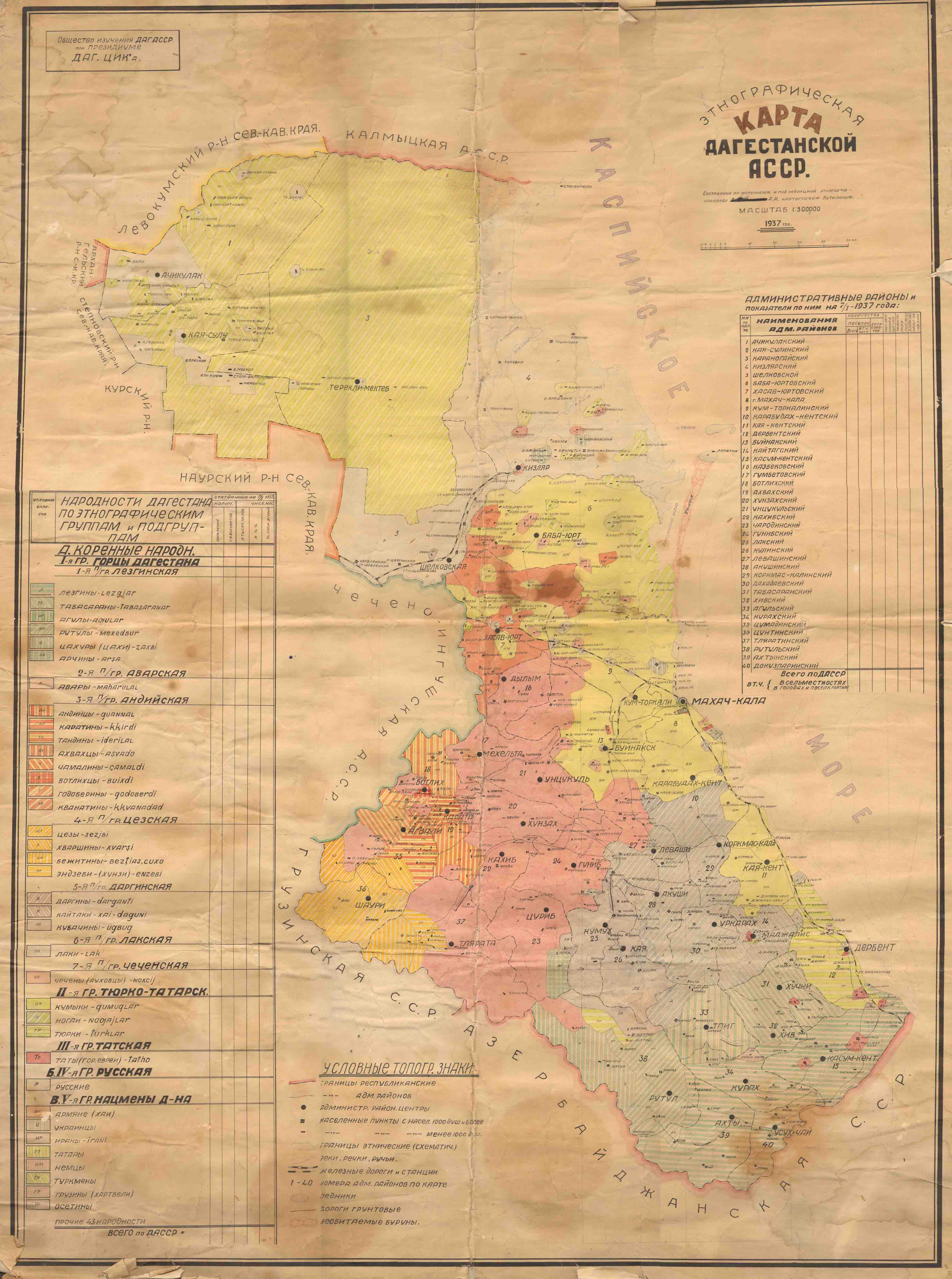
Расселение на этнографической карте Дагестанской АССР 1937 год. Чамалалы указаны как чамалины.

Говорят на чамалинском языке аваро-андо-цезской семьи. Чамалинский язык распадается на два диалекта: гакваринский и гигатлинский. В генеалогии дагестанских языков самым близким к чамалальскому является багулальский и тиндинский языки. Наблюдается также определённое влияние годоберинского языка (гигатлинский диалект).
Среди чамалалов распространены русский, аварский и чеченский языки. В школах обучаются на аварском языке. В 1999 году был издан первый русско-чамалалский словарь, содержащий 8000 слов.

## Генетика
Согласно генетическим исследованием к.б.н. Б. Юнусбаева, чамалалы являются носителями следующих гаплогрупп:
- J1 — 67%
- G2 — 19%
- R1a — 7%
- L — 4%
- J2 — 4%.

## Одежда
Традиционная мужская одежда состоит из рубахи, штанов, бешмета, черкески, овчинных шуб различного типа, безрукавок и курток, войлочной бурки. Головным убором служит овчинная папаха коничной формы. Обувь — чарыки из сыромятной кожи, сапоги из войлока, вязаные шерстяные носки.
Женская одежда состоит из рубахи, тёмного платья, подпоясанного длинным матерчатым поясом яркой расцветки, штанов, овчинной шубы. Головным убором служила чухто — чепец, закрывающий голову, и пришитый к нему мешочек для волос, свисающий на спину. Поверх чухто носили платок из домотканого сукна. Украшением мужчин служили пояс, кинжал, газыри, женщин — налобная цепочка из серебра или меди, пришиваемая к чухто, кольца, серьги, шейные цепочки, подвески, бусы, медные и серебряные монеты.